# Halictus rhodesi
Halictus rhodesi är en biart som beskrevs av Cockerell 1940. Halictus rhodesi ingår i släktet bandbin, och familjen vägbin. Inga underarter finns listade i Catalogue of Life.